# تراویس نایت
تراویس نایت (انگلیسی: Travis Knight؛ زادهٔ 12 سپتامبر 1973) پویانما، تهیه‌کننده، کارگردان و رپ‌خوان پیشین اهل ایالات متحده آمریکا است. او از سال ۱۹۹۳ میلادی تاکنون مشغول فعالیت بوده و بیشتر به عنوان کارگردان فیلم کوبو و دو تار (۲۰۱۶) شناخته می‌شود.
او پسر دوم فیل نایت بنیانگذار و موسس برند نایکی(Nike)است.